# دنيس جيمس
دنيس جيمس (بالإنجليزية: Dennis James؛ بالألمانية: Dennis James) هو لاعب كمال أجسام أمريكي وألماني، ولد في 31 مايو 1966 في هايدلبرغ في ألمانيا.

## وصلات خارجية
- دنيس جيمس على موقع IMDb (الإنجليزية)